# Antoine de Malvin de Montazet
Antoine (II) de Malvin de Montazet (17 août 1713 au château de Quissac, commune de Laugnac en Lot-et-Garonne - 2 mai 1788 à Paris) est un homme d'Église français, évêque d'Autun, archevêque de Lyon et abbé commendataire de l'abbaye Saint-Victor.
Il est aumônier ordinaire du roi en 1742 et abbé commendataire de l'abbaye de Nogent-sous-Coucy en 1743. Il est consacré évêque d'Autun par François de Fitz-James le 18 août 1748. Il est ensuite abbé commendataire de Montier-en-Argonne en 1748, puis archevêque de Lyon en 1758, abbé de l'abbaye de Saint-Victor-des-Champs à Paris en 1764 et abbé de Fontenay en 1775.
Il est élu membre de l'Académie française en 1756, mais n'a laissé que des documents pastoraux.

## Biographie
Il était le fils de Charles de Malvin (1666-1731), chevalier baron de Montazet, seigneur de Quissac et de Boussères, et de Jeanne-Françoise de Fontanges de Maumont qui s'étaient mariés le 7 février 1709 à Villiers-sur-Orge. Il embrassa l'état ecclésiastique, et obtint entre autres bénéfices les abbayes de Saint-Victor de Paris et de Montier en Argonne. À la fin de 1742, il devint aumônier du roi, et fut nommé le 15 mars 1748 évêque d'Autun. Le 31 mars 1759 il fut élevé à l'archevêché de Lyon en remplacement du cardinal de Tencin, mort le 2 mars de l'année précédente.
« Zélé contre les philosophes, dit Feller, ardent défenseur des prérogatives de son siège, qu'il prétendait s'étendre jusqu'à réformer les jugements des métropolitains, adversaire fortuné des usages et privilèges de son chapitre, qu'il parvint à faire supprimer par l'autorité civile, ce prélat tient une place distinguée dans l'histoire de l'Église gallicane de ce siècle. Comblé d'éloges les plus emphatiques, égalé aux Irénée et aux Augustin par les gens de la petite Église (de Jansénius), il se déclara dans plusieurs occasions en faveur de ce parti, dont il ne connaissait pas assez l'esprit ni le but. »
Il eut avec M. de Beaumont, archevêque de Paris, de nombreux démêlés à propos des querelles religieuses du temps. La fin de sa vie fut troublée par des chagrins domestiques et par les éclats scandaleux de quelques convulsionnaires. Quoiqu'il n'ait point été du nombre des appelants et qu'il ait évité, ainsi que M. de Fitz-James, évêque de Soissons, son premier protecteur, toute démarche d'opposition formelle à la bulle Unigenitus, il a été regardé par les orthodoxes comme un ennemi plus dangereux qu'un adversaire déclaré.
Montazet avait une mémoire heureuse, une imagination brillante, un esprit actif ; son éloquence était élevée, énergique et bien nourrie. Il avait été admis en 1757 dans l'Académie française. Chamfort raconte dans ses Anecdotes la ruse dont il se serait servi pour cacher ses frasques à l'évêque de Mirepoix, le théatin Boyer, et obtenir l'évêché d'Autun.

## Succession apostolique
Antoine de Malvin de Montazet a ordonné les évêques suivants :
- Archevêque Yves-Alexandre de Marbeuf (1767)
- Évêque Jean-Denis de Vienne (1776)
- Évêque Jacques-Joseph-François de Vogüé (1776)

## Principales œuvres
- Lettre à l'Archevêque de Paris ; Lyon, 1760, in-4° ; il y prend le titre de primat de France;
- Mandement contre l'Histoire du peuple de Dieu de Berruyer ; Lyon, 1762, in-12;
- Instruction pastorale sur les sources de l'incrédulité et les fondements de la religion ; Paris, 1776, in-4°; elle fut fort applaudie jusqu'au moment où elle fut réimprimée sous le titre de Plagiats de M. l'archevêque et avec les passages en regard tirés des Principes de la foi chrétienne de Duguet ;
- on a lieu de croire que la composition de l'Instruction pastorale est du P. Lambert;
- Catéchisme ; Lyon, 1768
- Rituel du diocèse de Lyon ; Lyon, 1788, 3 vol. in-12.
- Ce fut sous ses auspices que l'oratorien Joseph Valla fit paraître les Institutiones Theologicae (Lyon, 1782, 1784, 6 vol. in-12), et les Institutiones Philosophicae (Lyon, 1784, 5 vol. in-12) : ce système de théologie, proscrit en France, fut introduit en Italie et en Espagne, où il jouit d'un moment de vogue.

## Source
- Cet article est partiellement ou en totalité issu de la Nouvelle biographie générale depuis les temps les plus reculés jusqu'à nos jours de Jean Chrétien Ferdinand Hoefer, publiée en 1861 chez Firmin-Didot frères, fils et cie, qui donne elle-même comme sources : L'Ami de la Religion, XXII, 161-172. - Bachaumont, Mémoires secrets, passim. -  Migne, Dict. des Jansénistes. -  Feller, Dict. hist.